# موریس ریور، نیوجرسی
موریس ریور (به انگلیسی: Maurice River Township) شهری در ایالت نیوجرسی کشور ایالات متحده آمریکا است که جمعیت آن در سرشماری سال ۲۰۱۰ میلادی، ۷٬۹۷۶ نفر بوده‌است.